# Melanochyla
Melanochyla  es un género de plantas con 26 especies,  perteneciente a la familia de las anacardiáceas.

## Especies
| - Melanochyla angustifolia - Melanochyla auriculata - Melanochyla axillaris - Melanochyla beccariana - Melanochyla borneensis - Melanochyla bracteata - Melanochyla bullata - Melanochyla caesia - Melanochyla castaneifolia - Melanochyla condensata - Melanochyla densiflora - Melanochyla elmeri - Melanochyla fasciculiflora | - Melanochyla ferruginea - Melanochyla fulvinervia - Melanochyla kunstleri - Melanochyla longipetiolata - Melanochyla maingayi - Melanochyla minutiflora - Melanochyla montana - Melanochyla nitida - Melanochyla rugosa - Melanochyla scalarinervis - Melanochyla semecarpoides - Melanochyla tomentosa - Melanochyla woodiana |